# فراکولفینگ
فراکولفینگ (به فرانسوی: Fraquelfing) یک کمون در فرانسه است که در Canton of Lorquin واقع شده‌است.

## خصوصیات
فراکولفینگ ۴٫۴۴ کیلومترمربع مساحت و ۹۵ نفر جمعیت دارد.